# 1916 en Australie
Chronologie de l'Australie
- 1912
- 1913
- 1914
- 1915
- 1916
- 1917
- 1918
- 1919
- 1920

Cette page concerne les évènements survenus en 1916 en Australie :

## Évènements
- Sécheresse en Australie (1911-1916) (en)
- Poursuite de la marches des boules de neige (en).
- date ignorée : Massacres de Mowla Bluff (en)
- 14 février : Émeute de Liverpool en 1916 (en) (également appelé bataille de la gare centrale).
- 8 juin : Affaire Farey contre Burvett (en)
- 23 septembre : Arrestation des douze de Sydney (en).
- 28 octobre : Référendum australien contenant une seule question concernant le service militaire.
- 14 novembre : Scission de 1915 du parti travailliste australien (en)

## Culture
- 6 mars : Le Conservatoire de musique de Sydney (en) accueille ses premiers étudiants.

### Sortie de film
- The Joan of Arc of Loos

### Littérature
- Samaritan Mary de Sumner Locke (en)
- Sister Sorrow: A Story of Australian Life de Rosa Campbell Praed (en)
- The Hate of a Hun (en) d'Arthur Wright.
- Under a Cloud (en) d'Arthur Wright.
- Windlestraws de Katharine Susannah Prichard

## Création
- Comté de Dalwallinu
- Comté de Jericho

## Dissolution, fermeture
- The All British (en), quotidien.
- Australische Zeitung (en), quotidien.
- Parti national des jeunes australiens (en)
- Shire de Lowood (en)
- Shire de Purga (en)
- Shire de Queenton (en)
- Shire de Walloon (en)

## Sport
- Sasanof remporte la Melbourne Cup
- Le Sheffield Shield n'est pas disputé en raison de la guerre.
- 26 juillet : La saison 1916 de la NSWRFL (en) se termine par une grande finale remportée par Balmain, qui bat South Sydney 5-3.

## Naissance
- Jessica Anderson, écrivaine.
- Warren Bonython (en), écrivain, explorateur et conservateur.
- John Heyer (en), documentariste.

## Décès
- William Sawers (en), personnalité politique.
- George Turner, personnalité politique.